# May Death Never Stop You
May Death Never Stop You (рус. И пусть смерть не остановит тебя) (или же May Death Never Stop You: The Greatest Hits 2001—2013) — сборник лучших песен-хитов американской альтернативной рок-группы My Chemical Romance, который охватил всю их карьеру.

## Об альбоме
22 марта, 2013 года, когда на официальном сайте появилась информация о распаде группы. Та самая информация:
|                     | Being in this band for the past 12 years has been a true blessing. We've gotten to go places we never knew we would. We've been able to see and experience things we never imagined possible. We've shared the stage with people we admire, people we look up to, and best of all, our friends. And now, like all great things, it has come time for it to end. Thanks for all of your support, and for being part of the adventure. |  | Быть в нашей группе на протяжении двенадцати лет было настоящим благословлением. Мы посетили такие в мире места, о которых даже не догадывались, мы увидели и прочувствовали на себе невероятные вещи. Мы делили сцену с людьми, которыми восхищаемся, с одними из самых лучших, и, конечно, с нашими друзьями. И сейчас, как и другим удивительным вещам, которым свойственном заканчиваться — это то самое время для нас. Спасибо за вашу поддержку и за то, что вы были частью этого приключения. |  |
| My Chemical Romance | |  | |  |

Джерард Уэй подтвердил в своём Twitter-аккаунте информацию с официального сайта группы — о её распаде, а также заявил, что распадом группы не послужили какие-то внутренние конфликты между её участниками.

25 марта 2014 года, группа выпустила May Death Never Stop You: The Greatest Hits 2001—2013 — сборник лучших хитов, в которым материал охватывал всё существование группы, и некоторый невыпущенный материал.
Название альбома очень «Кстати», несмотря на то, как бы не было грустно — это своеобразное прощание с группой, мы смотрим на эту коллекцию, как на маленький праздник для наших лучших песен, и большой надеждой на то, что они будут продолжать приносить радость для каждого из вас. Так же этот альбом включает себя некоторый невыпущенный материал, включая «Attic Demos», и одна из последних песен, над которой мы работали в студии вместе.
My Chemical Romance

## Релиз
May Death Never Stop You был выпущен 25 марта 2014, а предзаказы были доступны через официальный сайт группы My Chemical Romance ещё 21 января 2014. У невыпущенного трека «Fake Your Death» была премьера на BBC Radio 1, 17 февраля 2014, а также этот трек стал доступен после премьеры в iTunes.

## Список песен
| №   | Название                                                 | Автор(ы)                                                  | Изначально из                                        | Длительность |
| --- | -------------------------------------------------------- | --------------------------------------------------------- | ---------------------------------------------------- | ------------ |
| 1.  | «Fake Your Death»                                        | James Dewees, Frank Iero, Ray Toro, Gerard Way, Mikey Way | Previously unreleased                                | 3:21         |
| 2.  | «Honey, This Mirror Isn’t Big Enough for the Two of Us»  | Iero, Matt Pelissier, Toro, G. Way, M. Way                | I Brought You My Bullets, You Brought Me Your Love   | 3:53         |
| 3.  | «Vampires Will Never Hurt You»                           | Iero, Pelissier, Toro, G. Way, M. Way                     | I Brought You My Bullets, You Brought Me Your Love   | 5:26         |
| 4.  | «Helena»                                                 | Iero, Pelissier, Toro, G. Way, M. Way                     | Three Cheers for Sweet Revenge                       | 3:26         |
| 5.  | «You Know What They Do to Guys Like Us in Prison»        | Iero, Pelissier, Toro, G. Way, M. Way                     | Three Cheers for Sweet Revenge                       | 2:55         |
| 6.  | «I'm Not Okay (I Promise)»                               | Iero, Pelissier, Toro, G. Way, M. Way                     | Three Cheers for Sweet Revenge                       | 3:08         |
| 7.  | «The Ghost of You» (extended version)                    | Iero, Pelissier, Toro, G. Way, M. Way                     | Three Cheers for Sweet Revenge                       | 3:57         |
| 8.  | «Welcome to the Black Parade»                            | Bob Bryar, Iero, Toro, G. Way, M. Way                     | The Black Parade                                     | 5:14         |
| 9.  | «Cancer»                                                 | Bryar, Iero, Toro, G. Way, M. Way                         | The Black Parade                                     | 2:25         |
| 10. | «Mama»                                                   | Bryar, Iero, Toro, G. Way, M. Way                         | The Black Parade                                     | 4:39         |
| 11. | «Teenagers»                                              | Bryar, Iero, Toro, G. Way, M. Way                         | The Black Parade                                     | 2:42         |
| 12. | «Famous Last Words»                                      | Bryar, Iero, Toro, G. Way, M. Way                         | The Black Parade                                     | 5:00         |
| 13. | «Na Na Na (Na Na Na Na Na Na Na Na Na)» (single version) | Bryar, Iero, Toro, G. Way, M. Way                         | Danger Days: The True Lives of the Fabulous Killjoys | 3:26         |
| 14. | «Sing»                                                   | Iero, Toro, G. Way, M. Way                                | Danger Days: The True Lives of the Fabulous Killjoys | 4:31         |
| 15. | «Planetary (Go!)»                                        | Iero, Toro, G. Way, M. Way                                | Danger Days: The True Lives of the Fabulous Killjoys | 4:07         |
| 16. | «The Kids from Yesterday»                                | Iero, Toro, G. Way, M. Way                                | Danger Days: The True Lives of the Fabulous Killjoys | 5:26         |
| 17. | «Skylines and Turnstiles» (demo)                         | Pelissier, Toro, G. Way, M. Way                           | Previously unreleased                                | 3:30         |
| 18. | «Knives/Sorrow» (demo)                                   | Pelissier, Toro, G. Way, M. Way                           | Previously unreleased                                | 2:14         |
| 19. | «Cubicles» (demo)                                        | Pelissier, Toro, G. Way, M. Way                           | Previously unreleased                                | 4:00         |

| №   | Название                                                                                    | Длительность |
| --- | ------------------------------------------------------------------------------------------- | ------------ |
| 1.  | «I'm Not Okay (I Promise)» (version 1)                                                      | 1:48         |
| 2.  | «I'm Not Okay (I Promise)» (version 2)                                                      | 7:43         |
| 3.  | «Helena»                                                                                    | 23:06        |
| 4.  | «The Ghost of You»                                                                          | 4:26         |
| 5.  | «Welcome to the Black Parade»                                                               | 24:20        |
| 6.  | «Famous Last Words»                                                                         | 11:30        |
| 7.  | «I Don't Love You»                                                                          | 14:54        |
| 8.  | «Teenagers»                                                                                 | 6:07         |
| 9.  | «Blood» (previously unreleased)                                                             | 1:30         |
| 10. | «Na Na Na (Na Na Na Na Na Na Na Na Na)" / "Art Is The Weapon» (previously unreleased intro) | 9:34         |
| 11. | «Sing»                                                                                      | 4:37         |
| 12. | «Planetary (Go!)»                                                                           | 16:55        |

### Bonus Track
| №  | Название                                       | Автор(ы)                                                  | Originally from       | Длительность |
| -- | ---------------------------------------------- | --------------------------------------------------------- | --------------------- | ------------ |
| 1. | «Every Snowflake is Different (just like you)» | James Dewees, Frank Iero, Ray Toro, Gerard Way, Mikey Way | Previously unreleased | 1:27         |

Источник:

## Участники при создании альбома
My Chemical Romance
- Боб Брайар — ударные, перкуссия (песни 8-12)
- Мэтт Пелиссьер — ударные, перкуссия (песни 2-7, 17-19)
- Джеймс Дьюис — клавишные (песня 1, 13-16 + бонус трек)
- Фрэнк Айеро — ритм-гитара, (песни 1-16), акустическая гитара (песни 1, 9), бэк-вокал
- Рэй Торо — соло-гитара, бэк-вокал; ритм-гитара (песни 17-19); бас-гитара (трек 9)
- Джерард Уэй — лидирующий вокал, бэк-вокал
- Майки Уэй — бас-гитара

Приглашённые музыканты
- Джаррод Александер — ударные, перкуссия (песня 1 + бонус трек)
- Майкл Педикон — ударные, перкуссия (песни 13-16)
- Роб Кавалло — акустическое пианино (песни 8-12)
- Говард Бенсон — 1958 Hammond B3 (песни 4-7)
- Джейми Муоберак — клавишные (песни 8-12); B3 орган, синтезаторы (песни 8-12)
- Берт Маккракенн — бэк-вокал (песня 5)
- Лайза Миннелли — второй вокал (10 песня)

Постпродакшн
- Тед Дженсен — мастеринг

## Чарты
| Чарты (2014)                      | Наивысшая позиция |
| --------------------------------- | ----------------- |
| Австралия (ARIA)                  | 11                |
| Бельгия/Фландрия (Ultratop)       | 147               |
| Czech Albums (Czech Albums Chart) | 25                |
| Германия (Offizielle Top 100)     | 66                |
| Венгрия (MAHASZ)                  | 2                 |
| Ирландия (IRMA)                   | 13                |
| Италия (Classifica album)         | 67                |
| Japanese Albums (Oricon)          | 37                |
| Новая Зеландия (RMNZ)             | 22                |
| Польша (ZPAV)                     | 37                |
| Шотландия (Scottish Albums Chart) | 17                |
| Испания (PROMUSICAE)              | 61                |
| Великобритания (UK Albums Chart)  | 15                |
| США (Billboard 200)               | 9                 |